# 燕後文公
燕後文公（？—前333年），即燕文侯，中國戰國時期的燕國君主，继燕後桓公之位，在位二十九年，秦惠文王將女兒嫁給燕太子。文公卒，燕易王立。齊宣王趁新君不穩攻討之，取燕十座城池。武安君蘇秦為燕說齊王，說服了齊宣王把城池又還給燕國。二十九年（前333年），文公去世，太子即位，是為燕易王。

## 影视形象
- 1997年上映的电视剧《東周列國戰國篇》中，燕後文公由李冀明飾演。

| 前任： 燕后桓公 | 燕国君主 前361年—前333年 | 繼任： 子燕易王 |